# Stéphane Ricard
Pour les articles homonymes, voir Ricard (homonymie).
Stéphane Ricard, né le 14 septembre 1983 à Gap, est un coureur de fond français spécialisé en trail et raquette à neige. Il est triple champion du monde de raquette à neige.

## Biographie
Stéphane pratique le football durant sa jeunesse et se voit proposer d'entrer au centre de formation de l'Olympique de Marseille à l'âge de 13 ans. Il y renonce puis laisse tomber le football pour se mettre au tennis. À la suite d'un pari, il prend part à l'Embrunman en 2006 sans s'y être préparé et apprécie l'expérience. Il rejoint alors un club de triathlon, discipline qu'il pratique durant trois ans en amateur. Participant également à des trails, il décide de s'y consacrer en priorité à partir de 2009, ce sport lui offrant une plus grande souplesse entre sa vie professionnelle et sportive,.
Le 24 octobre 2010, il prend part aux championnats de France de run and bike à Privas et remporte le titre de champion de France senior.
Ayant découvert la course de raquette à neige en participant à une course en Italie en 2007, il apprécie cette alternative hivernale au trail et s'investit sérieusement en compétition. En 2012, il participe pour la première fois aux championnats du monde de raquette à neige à Québec et y décroche la médaille de bronze.
Le 20 janvier 2013, il s'élance parmi les favoris aux championnats du monde de raquette à neige courus de le cadre de la Ciaspolada à Fondo. Il voit cependant l'Italien Alex Baldaccini dominer la course et doit lutter face au Marocain Said Boudalia pour terminer sur la deuxième marche du podium. Deux semaines plus tard, il prend sa revance sur Alex Baldaccini en parvenant à le battre lors des championnats d'Europe à Pragela pour remporter le titre. Le 27 juillet, il prend pour la première fois le départ d'un trail de plus de 50 kilomètres à la 6000D. Voyant Sébastien Spehler dominer la première partie de course, il revient sur ce dernier en deuxième partie de course, avantagé sur les passages dans la neige. Les deux hommes s'échangent la tête de course à plusieurs reprises sans parvenir à se détacher puis franchissent la ligne d'arrivée main dans la main pour s'offrir la victoire ex-aquo.
Le 1er février 2014, il parvient à s'imposer aux championnats du monde de raquette à neige à Rättvik en battant l'Italient Filippo Barizza et l'Espagnol Just Sociats.
Après une contre-performance en 2015 à Québec où il échoue au pied du podium, il remporte son deuxième titre de champion du monde en 2016 à Vezza d'Oglio en battant à nouveau Filippo Barizza.
En 2017, il se classe à nouveau quatrième des championnats du monde en parvenant à battre le Canadien David Le Porho sur un parcours raccourci par manque de neige à Saranac Lake.
Le 3 mars 2018, il se retrouve face au tenant du titre Joseph Gray à Fuente Dé. Stéphane prend un bon départ mais voit l'Américain revenir sur lui. Il parvient à défendre sa position pour s'offrir son troisième titre de champion du monde de raquette à neige. 
Le 16 février 2020, il doit s'incliner derrière les Espagnols Roberto Ruiz et Nacho Hernando lors des championnats du monde à Myōkō. Il parvient à nouveau à terminer devant Joseph Gray pour terminer sur la troisième marche du podium.
Le 25 juillet 2021, il domine la 6000D et s'impose au terme d'une course en solitaire.
Le 2 mars 2024, il s'élance parmi les favoris aux championnats du monde de raquette à neige à Fuente Dé. Il voit partir devant lui l'Italien Alex Baldaccini. Ne parvenant pas à le suivre, il assure la médaille d'argent.

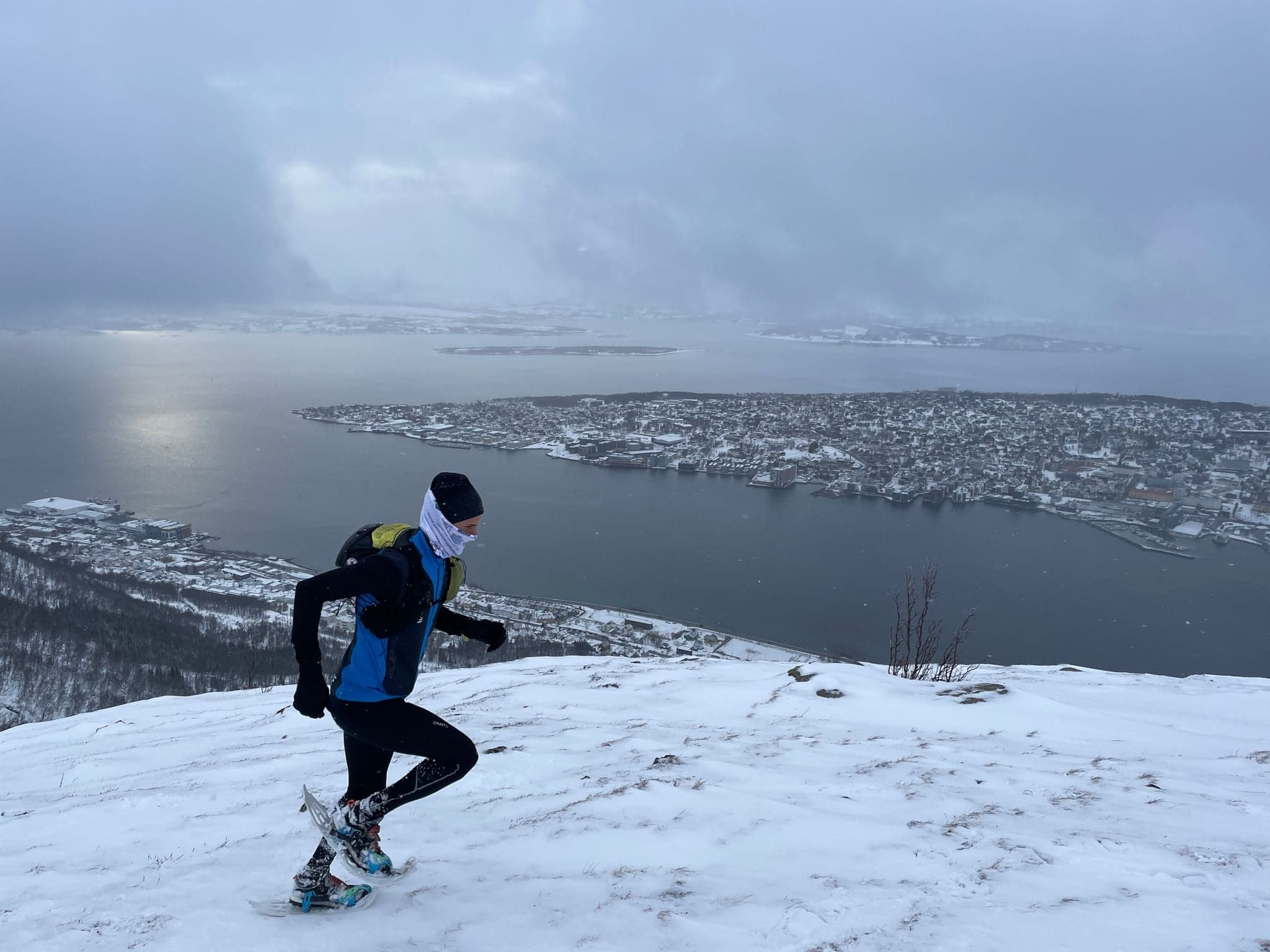
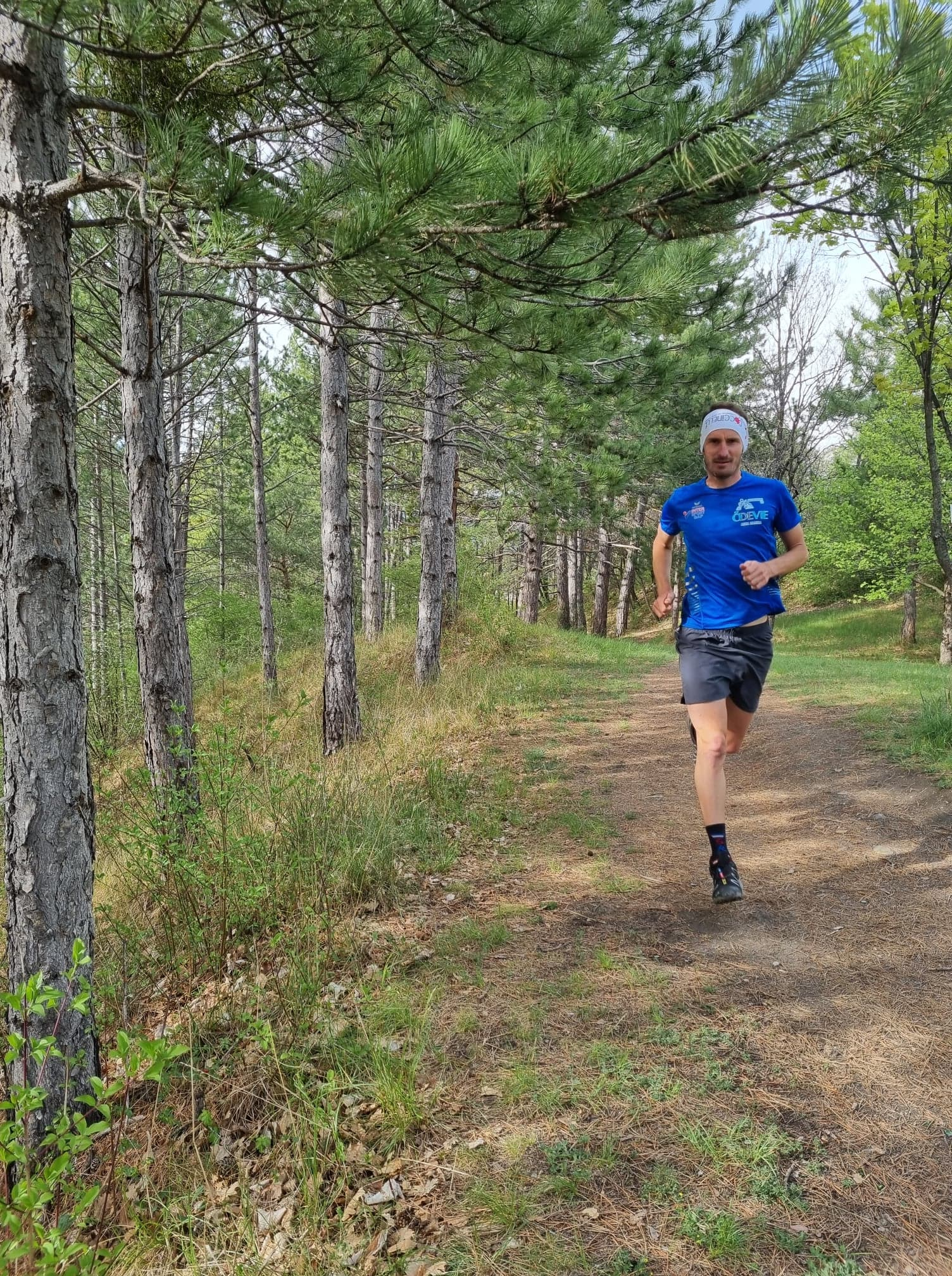

## Palmarès

### Trail
| no  | masculin          | Course                                | Longueur | Départ          | Temps           |
| --- | ----------------- | ------------------------------------- | -------- | --------------- | --------------- |
| 2e  | Médaille d'argent | Les Gendarmes et les Voleurs de Temps | 32 km    | 12 juin 2011    | 2 h 7 min 36 s  |
| 2e  | Médaille d'argent | Marathon des Causses                  | 37 km    | 26 octobre 2012 | 2 h 58 min 10 s |
| 1re | Médaille d'or     | 6000D                                 | 63 km    | 27 juillet 2013 | 6 h 3 min 34 s  |
| 2e  | Médaille d'argent | Ascension du Col de Vence             | 11,8 km  | 4 mai 2014      | 44 min 57 s     |
| 1re | Médaille d'or     | Montée du Ventoux                     | 18,5 km  | 15 juin 2014    | 1 h 34 min 1 s  |
| 2e  | Médaille d'argent | Marathon des Causses                  | 37 km    | 22 octobre 2016 | 3 h 10 min 57 s |
| 1re | Médaille d'or     | Grand Trail des Écrins                | 57 km    | 15 juin 2019    | 6 h 22 min 26 s |
| 1re | Médaille d'or     | 6000D                                 | 64 km    | 25 juillet 2021 | 6 h 23 min 7 s  |

### Raquette à neige
| no  | masculin           | Course                                    | Longueur | Départ           | Temps       |
| --- | ------------------ | ----------------------------------------- | -------- | ---------------- | ----------- |
| 3e  | Médaille de bronze | Championnats du monde de raquette à neige | 10 km    | 11 mars 2012     | 46 min 13 s |
| 2e  | Médaille d'argent  | Championnats du monde de raquette à neige | 5,6 km   | 20 janvier 2013  | 20 min 2 s  |
| 1re | Médaille d'or      | Championnats d'Europe de raquette à neige | 8 km     | 3 février 2013   | 31 min 19 s |
| 2e  | Médaille d'argent  | La Ciaspolada                             | 8 km     | 5 janvier 2014   | 24 min 42 s |
| 1re | Médaille d'or      | Championnats du monde de raquette à neige | 9 km     | 1er février 2014 | 37 min 28 s |
| 1re | Médaille d'or      | Championnats du monde de raquette à neige | 8,8 km   | 6 février 2016   | 32 min 49 s |
| 1re | Médaille d'or      | Championnats du monde de raquette à neige | 10 km    | 3 mars 2018      | 46 min 23 s |
| 3e  | Médaille de bronze | Championnats du monde de raquette à neige | 9 km     | 16 février 2020  | 40 min 19 s |
| 2e  | Médaille d'argent  | Championnats du monde de raquette à neige | 8,5 km   | 2 mars 2024      | 45 min 54 s |

## Records
| Épreuve       | Performance     | Date            | Lieu      |
| ------------- | --------------- | --------------- | --------- |
| 10 kilomètres | 31 min 7 s      | 9 janvier 2011  | Nice      |
| 20 kilomètres | 1 h 11 min 18 s | 28 octobre 2018 | Marseille |